# Église du Carminiello ai Mannesi
L'église du Carminiello ai Mannesi était une église de Naples détruite pendant la Seconde Guerre mondiale,.
La zone sur laquelle se trouvait l'église, caractérisée par la présence de vestiges archéologiques de l'époque romaine, appartient aujourd'hui au ministère des Biens et des Activités culturelles qui la gère à travers la Surintendance de l'archéologie, des beaux-arts et du paysage de la municipalité de Naples.

## Historique

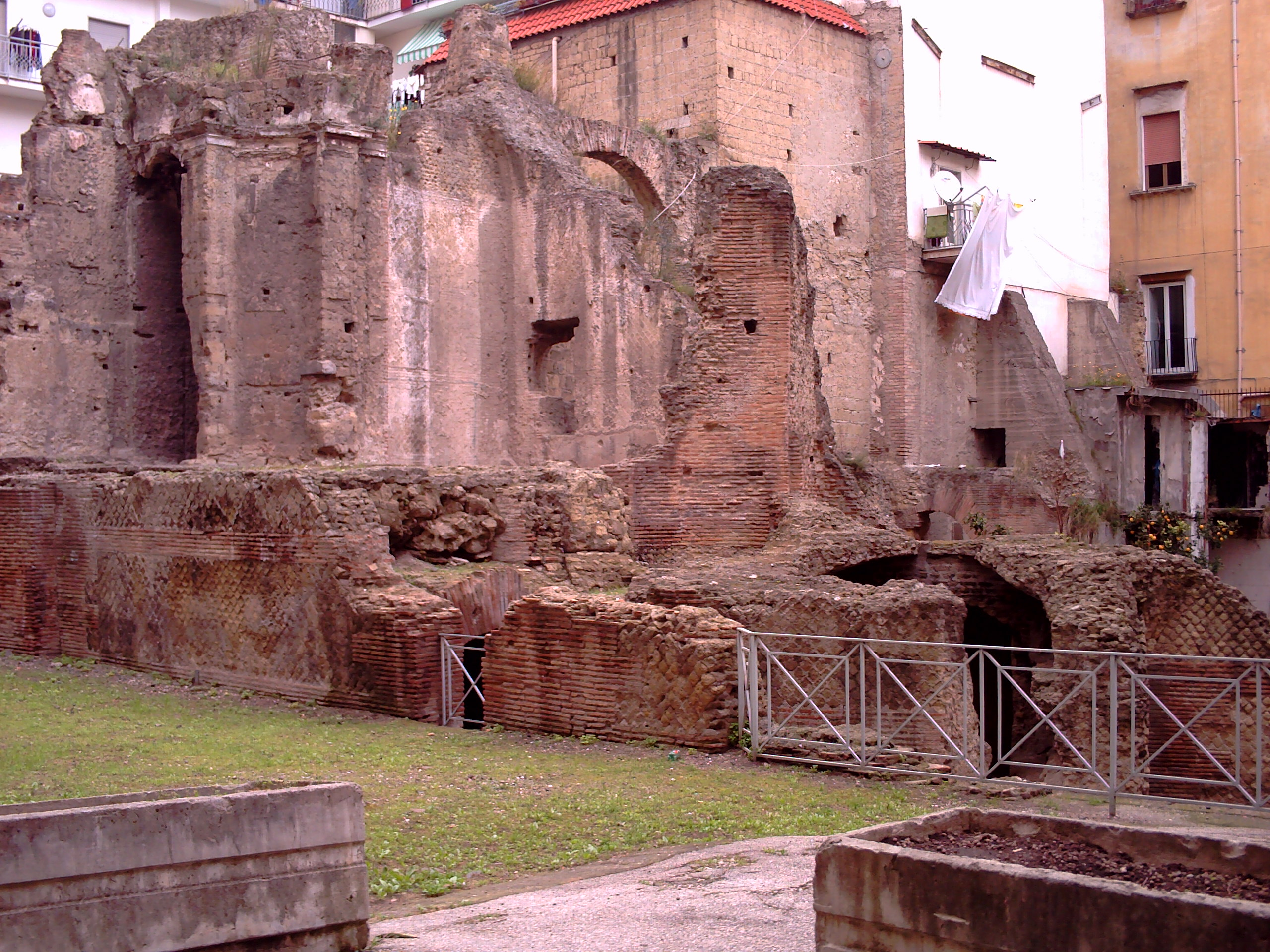

Une première église fut construite à une époque indéterminée du Haut Moyen Âge et fut incorporée à l'église Santa Maria del Carmine ai Mannesi au XVIe siècle. Alors que le diminutif Carminiello était utilisé en raison de la taille modeste de l'église, le toponyme Mannesi fait plutôt référence à l'ensemble de la zone, dans laquelle travaillaient principalement des constructeurs et des réparateurs de charrettes.
L'église a été rasée lors d'un raid aérien en 1943 ; des décombres, on a découvert que les murs et le fond de l'église cachaient les restes d'un grand bâtiment de l'époque romaine, s'étendant sur toute une insula entre le Decumanus major et le Decumanus minor. Cette grande découverte archéologique a pris le nom de complexe Carminiello ai Mannesi.

### Le bâtiment romain
Le bâtiment romain (qui a incorporé dans ses fondations les restes d'une domus républicaine tardive préexistante a été construit à la fin du Ier siècle apr. J.-C. et est divisé en deux niveaux, caractérisés par des voûtes croisées et des arcs en brique, tandis qu'il y a quelques reflets dans l'opus reticulatum du tuf jaune. Le niveau inférieur était destiné aux zones de service disposées autour d'une grande salle rectangulaire ornée de fresques, tandis qu'une petite installation thermale est reconnaissable vers le sud. Au niveau supérieur, cependant, il y a un grand bassin rectangulaire recouvert d'opus signinum et un petit bassin avec une fontaine centrale à gradins, recouvert de marbre blanc.

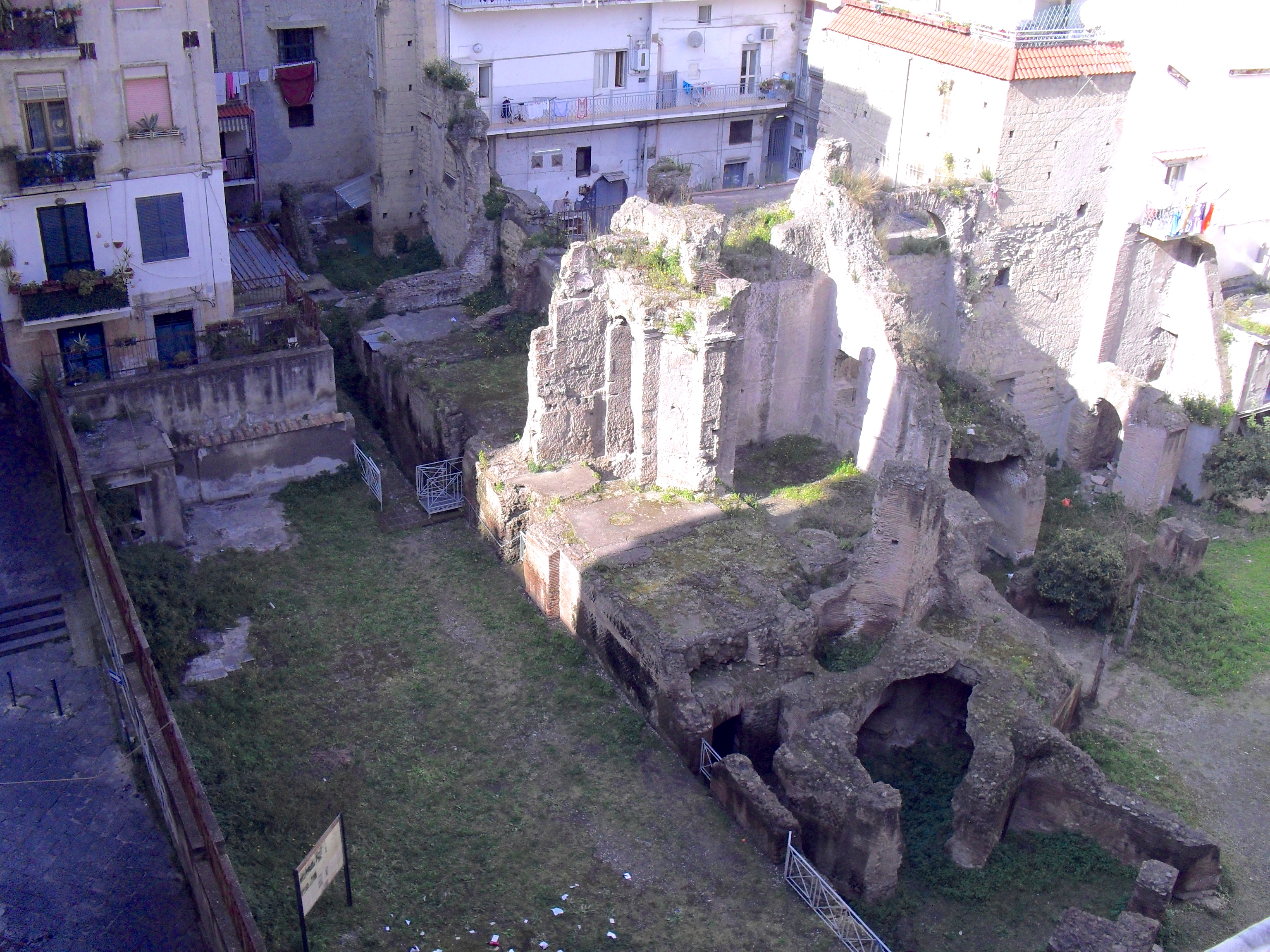

À l'époque impériale, le complexe subit des rénovations, dont la plus importante fut l'installation d'un Mithréum dans deux salles de l'étage inférieur : ceci est reconnaissable aux restes d'un relief en stuc visible sur le mur du fond, où est représenté le dieu Mithra en train de tuer le taureau. Vers l'ouest, des piliers rectangulaires constitués de blocs de tuf et de brique furent donc érigés, peut-être pour créer un portique extérieur.
La vie de l'édifice ne dura pas au-delà de la fin du IVe siècle. En effet, jusqu'au VIIe siècle, elle servait de décharge et de réceptacle pour les déchets urbains. Ces couches, distinguées et fouillées avec une extrême précision, ont permis de récupérer de nombreux matériels archéologiques (notamment céramiques, os, verre, pièces de monnaie, etc.).
Après le VIIe siècle, probablement aussi à la suite de la construction de la première église, certaines pièces de l'édifice romain furent réutilisées à des fins indéterminées (habitations, entrepôts ou caves), et donc certaines ouvertures furent ouvertes dans les murs anciens. Le bassin de marbre avec fontaine centrale situé au niveau supérieur est devenu un tombeau pour un groupe d'enfants dont l'âge variait entre quatre mois et quatre ans environ ; ils étaient recouverts d'un sol contenant des poteries vernissées du XIIIe siècle.